# Carlo Lucy
Carlo Lucy (Londra, 1692 – Bologna, dopo il 1760) è stato un pittore inglese attivo in Italia nel Settecento, di scuola forlivese.

## Biografia
Di famiglia inglese e nato a Londra, Carlo Lucy  si formò in Italia, dove arrivò giovanissimo non ancora tredicenne . Studiò prima disegno e pittura a Firenze sotto l'ala protettiva dell'artista toscano Pier Dandini , tra i pittori più attivi a Firenze in epoca tardo barocca.
In seguito alla morte del Dandini si trasferì a Forlì dove proseguì per otto anni la propria formazione artistica sotto il noto pittore di origine bolognese, Carlo Cignani che in quegli anni, mentre stava lavorando al cantiere del Duomo di Forlì , nella realizzazione del suo lavoro più apprezzato, l'affresco della cupola della Cattedrale, andava assorbendo anche caratteri della scuola forlivese, in particolare di Melozzo. Così anche la formazione del Lucy si lega alle tradizioni della rinnovata scuola forlivese.
Attorno al 1720 Carlo Lucy si trasferì a Bologna dove si specializzò nel ritratto , sia aristocratico che borghese, e gli viene riconosciuto il merito di aver introdotto in ambito bolognese, nei primi anni del Settecento, "la figura del pittore specializzato in un genere di ambito europeo" .